# 사천 각산산성
사천 각산산성(泗川 角山山城)은 경상남도 사천시 대방동 산40번지의 3필지의 삼천포항을 서남 방향으로 병풍처럼 둘러쳐 있는 각산의 8부능선에 길이 242m를 돌로 쌓은 석성이다.
1983년 12월 20일 경상남도의 문화재자료 제95호 각산산성으로 지정되었다가, 2018년 12월 20일 현재의 명칭으로 변경되었다.

## 개요
경상남도 사천시 대방동 각산의 정상에는 횃불과 연기를 이용해 소식을 전하는 옛 통신수단인 봉화대가 옛 모습대로 남아있고, 서쪽 등성이에 각산산성이 남아있다.
고려 원종(재위1259∼1274) 때에 성과 봉화대를 만들고, 줄항터에는 구라량영의 본거지를 두어 이곳을 지켰다. 고려 말에 사량도로 영을 옮기고 난 후, 이곳이 무방비상태로 되자 왜구가 침입하여 성에 불을 질르기도 했다.
그후 각산은 봉화대가 자리하는 곳이 되었으며, 봉수는 남쪽으로 대방산, 서쪽으로 곤양의 우산봉수, 북쪽으로 사천 안점봉수와 연결되었다.

## 현지 안내문
삼천포항 동북쪽을 병풍처럼 두른 각산의 8부 능선에 있는 석성이다. 남해 바다를 굽어 볼 수 있는 위치에 돌로 쌓은 성벽 242m 가량이 남아 있다. 남쪽 성문은 원형대로 남아 있으나 성벽의 대부분은 허물어져 있던 것을 복원하였다.
605년에 백제 제30대 무왕이 축성한 것으로 전한다. 동국여지승람에는 진주가 본래 백제의 거열성이었음을 전하고, 일본서기는 6세기 중엽에 백제가 섬진강을 건너 진주지역을 압박하고 있음을 전한다. 백제가 가야 진출의 거점으로 삼기 위해 쌓았던 산성으로 추정되고 있다.
고려왕조가 삼별초의 난을 평정할 때도 이용되었고, 1350년(공민왕 9년)에 왜구가 대대적으로 침략하여 각산 마을이 불탔을 때 지역의 주민들이 이 성에서 돌팔매로 항전하기도 하였다.

## 같이 보기
- 사천 각산봉수대 - 경상남도 문화재자료 제96호

## 참고 자료
- 사천 각산산성 - 국가유산청 국가유산포털
- 이 문서에는 다음커뮤니케이션(현 카카오)에서 GFDL 또는 CC-SA 라이선스로 배포한 글로벌 세계대백과사전의 내용을 기초로 작성된 글이 포함되어 있습니다.